# بازی ویدئویی استراتژی

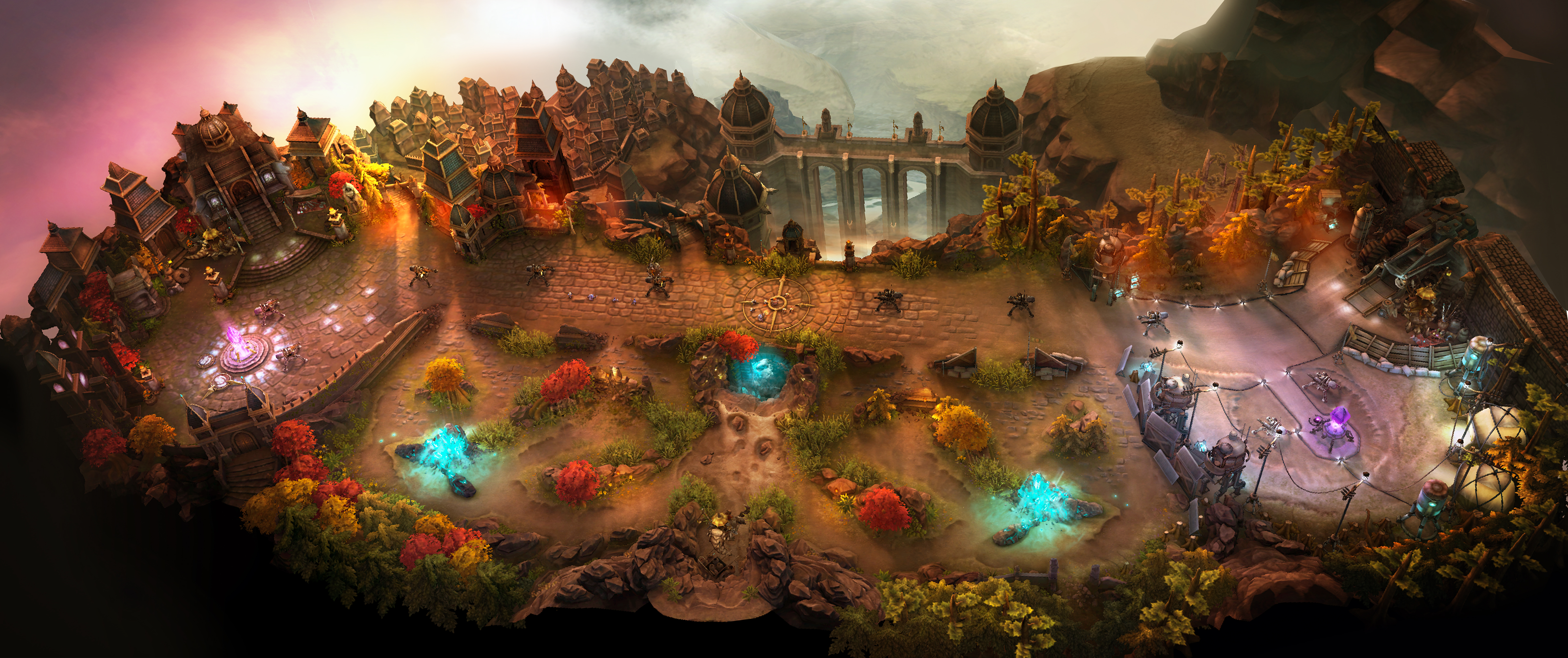

بازی رایانه‌ای راهبردی یا بازی استراتژیک  نوعی از بازی‌های رایانه‌ای یا غیر رایانه ای است که در آن‌ها برگزیدن استراتژی مناسب برای رسیدن به هدف، اصل و پایه شیوه بازی را تشکیل می‌دهد. در این بازی‌ها هدف اتخاذ استراتژی مناسب جهت غلبه بر حریف می‌باشد. در انواع این بازی‌ها باید حرکتی اصولی جهت جمع‌آوری منابع مانند: کارت‌های امتیاز یا سنگ، چوب، غذا، طلا، پول و به‌طور کلی بر طرف کردن پیش نیازها پیش بگیرید تا هر چه سریع تر به پیشرفت و تولید فناوری برتر یا موقعیت بهتر نسبت به رقیب نائل شوید.

## گونه ها

### استراتژی هم‌زمان (RTS)
در این سبک از بازی‌ها، عمل در بازی به صورت مستمر است و تأخیری در اتفاقات و حرکت نیروها وجود ندارد. بازیکنان باید تصمیمات و اقدامات خود را در محیطی که همیشه در جریان و در تغییر است انجام دهند و انتخاب کنند. معمولاً در این سبک از بازی‌ها، بازیکنان باید برای بدست آوردن منابع، ساخت پایگاه، تحقیق و فناوری و تولید نیرو تلاش کنند.
چند بازی موفق در این سبک: Command & Conquer, Stronghold

### تاکتیک هم‌زمان (RTT)
در این سبک، بازی همچنان در یک محیط بدون تأخیر انجام می‌شود. در این سبک شبیه‌سازی شرایط و نحوه جنگ‌های عملیاتی و تاکتیکی‌های نظامی‌در نظر گرفته می‌شود بنابراین، این گیم پلی می‌تواند هسته اصلی این سبک بازی‌ها باشد. از ویژگی‌های گیم پلی این سبک، اهمیت کمتر منابع و ساختمان‌های نظامی‌و تولیدی و اهمیت بیشتر نیروهای فردی و تمرکز بر تاکتیک‌های پیچیده جنگ است.
چند بازی موفق در این سبک: World In Conflict, Warhammer: Dark Omen

### استراتژی نوبتی (TBS)
این سبک در واقع مخالف سبک استراتژی همزمان است. معمولاً بازیکن در این سبک بازی‌ها، مدتی مشخص شده در اختیار دارد تا حرکت‌های خود را انجام دهد، همچنین حرکت‌ها و فعالیت‌های انجام شده توسط بازیکن دارای محدودیت است و سپس وی مجبور است تا راند را به حریف واگذار کرده تا دشمن حرکت‌های خود را انجام دهد.
چند بازی موفق در این سبک: Civilization, Heroes of Might and Magic, Making History, Advance Wars, Master of Orion and AtWar

### تاکتیک نوبتی (TBT)
در سبک تاکتیک نوبتی، تمرکز بر میدان‌های جنگ، نبردها و عملیات‌ها به صورت نوبتی است. در این سبک از بازیکن‌ها انتظار می‌رود تا در نبردها، وظایفی که برای آنها مشخص شده‌است را انجام دهند. معمولاً نیروهایی که به بازیکنان داده می‌شود به صورت انفرادی هستند و هرکدام دارای ویژگی و قدرت‌هایی هستند.
چند بازی موفق در این سبک: سری X-COM, تاکتیک‌های نبرد Final Fantasy, Jagged Alliance و Fire Emblem

### استراتژی همزمان برخط گسترده (MMORTS)
این سبک ترکیبی است از دو سبک استراتژیک واقعی همزمان و آنلاین چند نفره.
بازی‌های این سبک معمولاً تحت وب هستند و تعداد زیادی از بازیکنان در یک سرور در حال بازی و نبرد هستند.
در این سبک بازی بازیکنان در نقش رهبر، شاه یا هر شخصی که قدرت استراتژی و رهبری یک کشور را داشته باشند ظاهر می‌شوند.
بازیکن باید با توجه به منابع در دسترس و اهداف، بازی را به پیش ببرد و برنامه ای متناسب برای پیروزی آماده کند. ساخت ساختمان‌ها، ساخت لشکر و حمله و تصرف همسایگان از جمله این اهداف است.
در این نوع بازی‌ها زمان واقعی بوده و دستورها و برنامه‌ها انجام می‌شوند حتی اگر شما افلاین باشید.
چند بازی موفق در این سبک: Travian, Supremacy 1914 – The World War

### میدان جنگ برخط چندنفره (MOBA)
این سبک در اصل زیرشاخه بازی‌های استراتژی همزمان است. در این سبک بازی‌ها، بازیکن کنترل یک کاراکتر را در یکی از دو تیم بدست می‌گیرد و به نبرد مشغول می‌شود. هدف نابودی ساختار و تمام نیروهای تیم حریف است. کاراکترها و قهرمان‌های بازی معمولاً دارای یکسری ویژگی و قدرت‌ها هستند که در طول زمان بازی آنها را بدست می‌آورند و به استراتژی کلی تیم کمک می‌کنند. این سبک که در سال ۲۰۱۰ متولد شده‌است، در واقع مخلوط سبک‌های نقش آفرینی و بازی‌های استراتژیک همزمان است.
چند بازی موفق در این سبک: Dota 2, League of Legends, Heroes of the Storm, Smite

### شهرسازی (Citybuilding)
در این سبک از بازی‌ها، بازیکن به عنوان یک شهردار و رهبر یک شهر قرار می‌گیرد. بازیکن که از بالا بر شهر خود کنترل دارد، باید به مسائل رفاهی و اقتصادی نظارت داشته باشد. بازیکنان از امکانات ساخت و ساز و مدیریت مالی استفاده می‌کنند و بر اساس فاکتورهای اشاره شده شهرها توسعه می‌یابند.
چند بازی موفق در این سبک: SimCity, Cities XXL, Cities: Skylines

### شبیه‌سازی ساخت‌وساز و مدیریت (Management)
در این سبک از بازی‌ها، بازیکنان باید به ساخت، توسعه و مدیریت یک مکان، محدوده، منابع و پروژه‌ها مشغول شوند. هدف این بازی‌ها شکست دادن دشمنان نیست، شما باید در این سبک از بازی‌ها قدرت مدیریت خود را نشان دهید و نگذارید تا کسب و کار یا وظیفه شما شکست بخورد.
از آنجایی که معمولاً تمرکز این بازی‌ها بر واقعیت و سیستم‌های مدیریتی واقعی است، این سبک زیر شاخته شبیه‌سازی (و استراتژیک) دسته‌بندی شده‌است.
چند بازی موفق در این سبک: Tycoon Series, Theme Park Series, Farm Manager

### برج دفاعی (Tower Defense)
این سبک از بازی‌ها معمولاً ساده هستند. یک لشکر از هیولا و دشمنان در یک مسیر مشخص شده حرکت می‌کنند و بازیکنان باید با ساخت برج و ساختمان‌های دفاعی جلوی آنها را بگیرند. در اکثر بازی‌های برج دفاعی، ساختمان‌های دفاعی قابلیت‌های مختلفی دارند، مانند مسموم کردن، کند کردن سرعت یا تضعیف دشمنان. بازیکنان با کشتن دشمنان پول بدست می‌آورند که می‌توانند این پول را برای خرید برج‌های بیشتر یا ارتقای برج‌های قدیمی‌خود خرج کنند.
چند بازی موفق در این سبک: Plants vs. Zombies, Kingdom Rush

### جنگی (Wargame)
این سبک از بازی‌ها بر روی تاکتیک‌ها و استراتژیک‌هایی که بر روی نقشه‌های جنگی پیاده می‌شود تمرکز دارد. همچنین معمولاً این بازی‌ها بر تاریخ واقعی و اتفاق‌های واقعی پیاده‌سازی می‌شوند.
حالت گیم پلی اولیه این بازی تاکتیک است. در این سبک بازیکنان می‌توانند برای یک نبرد برنامه‌ریزی کنند یا تصرف یک منطقه را انتخاب کنند.
چند بازی موفق در این سبک: Koei’s Nobunaga’s Ambition, Romance of the Three Kingdoms, Hearts Of Iron IV